# Sonate nr. 1 voor viool en piano (Roussel)
Albert Roussel voltooide zijn Sonate nr. 1 voor viool en piano in 1908. Alhoewel het volgnummer 1 draagt is het zijn tweede werk in dit genre. Hij componeerde in 1902 al een Sonate voor viool en piano, dat werk verdween uit zicht. Armand Parent (viool) en Marthe Dron (piano) gaven de première van nr. 1 op 9 oktober 1908. Roussel droeg deze vioolsonate op aan zijn leermeester Vincent d'Indy. 
De sonate bestaat uit drie delen, waarbij deel een in een sonatevorm is geschreven:
1. Lent – très animé – lent
2. Assez animé – très lent – assez animé
3. Très animé – très moderé – très animé